# أطريلال
أُطْرِيْلال  أو كَرَويا أو كَرَوياء أو الخيميات (الاسم العلمي Carum)، جنس نباتات محولة أو معمرة من فصيلة الخيمية، أنواعه نحو 20 معظمها بري وبعضها بري وبعضها زراعي. أعطانها الأصيلة المناطق المعتدلة الحرارة في نصف الكرة الأرضية من العالم القديم.